# Sespia

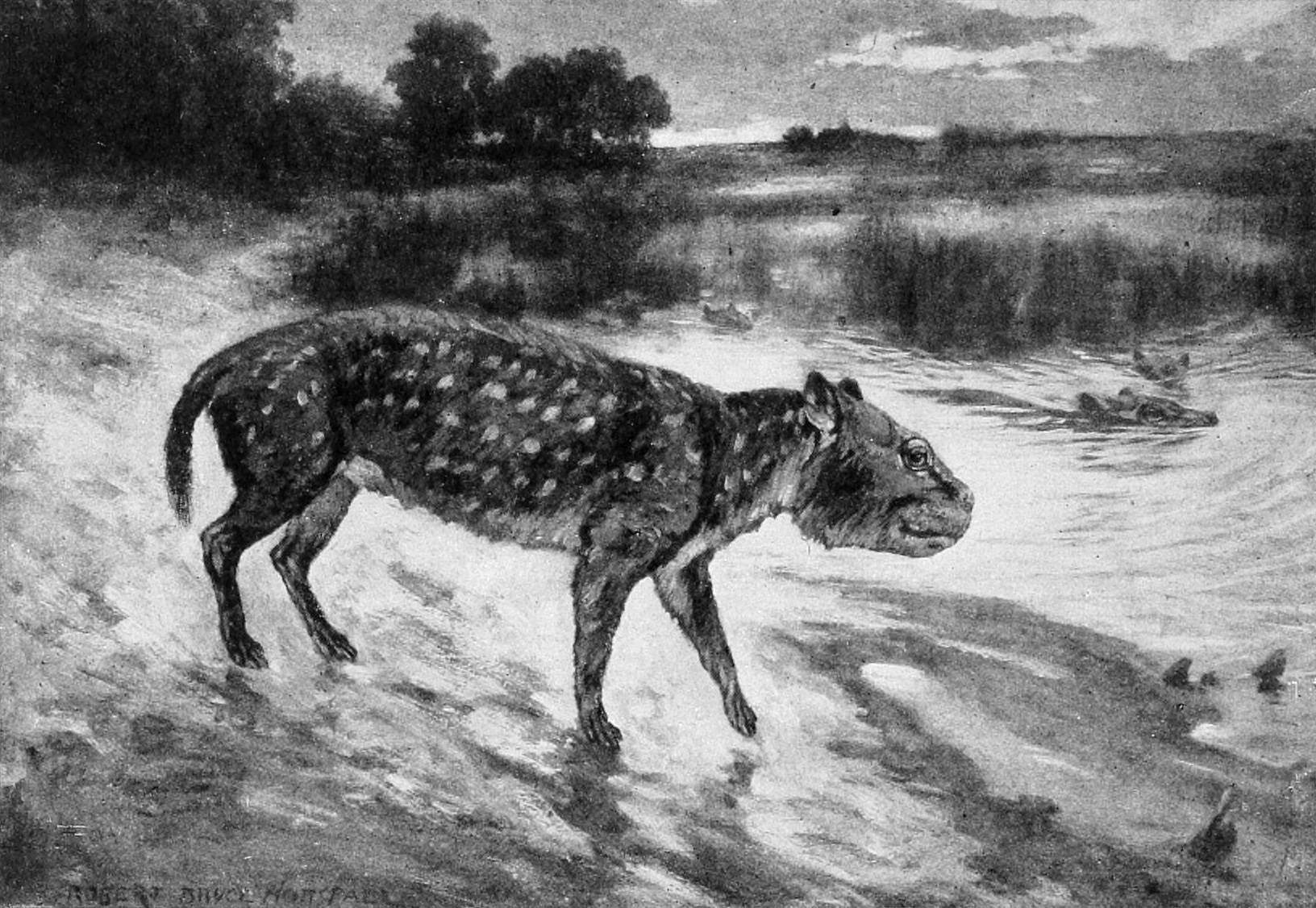
S. nitida

Sespia — це вимерлий рід ореодонтів, ендемічний для Північної Америки. Вони жили під час пізнього олігоцену 26,3—24,8 млн років тому. Sespia була розміром від кішки до козла. Рід був тісно пов’язаний з більшою Leptauchenia.
Скам'янілості найвідомішого виду, S. californica розміром з кішку, були знайдені в Каліфорнії, і відомі буквально з тисяч екземплярів. Найбільший вид, S. ultima розміром з цапа, відомий з пізніх олігоценових відкладень у Небрасці. S. ultima колись був поміщений в окремий монотипний рід як Megasespia middleswarti. Інші види колись були розміщені в межах Leptauchenia.